# Girona
Girona (katalońska wymowa: [ʒiˈɾonə]; hiszp. Gerona, wym. [xeˈɾona]) – miasto w północno-wschodniej Hiszpanii, w Katalonii; stolica prowincji o tej samej nazwie i comarki Gironès. Ma jedną z najlepiej zachowanych średniowiecznych starówek w Hiszpanii, z jedną z największych historycznych dzielnic żydowskich w Europie.

## Historia

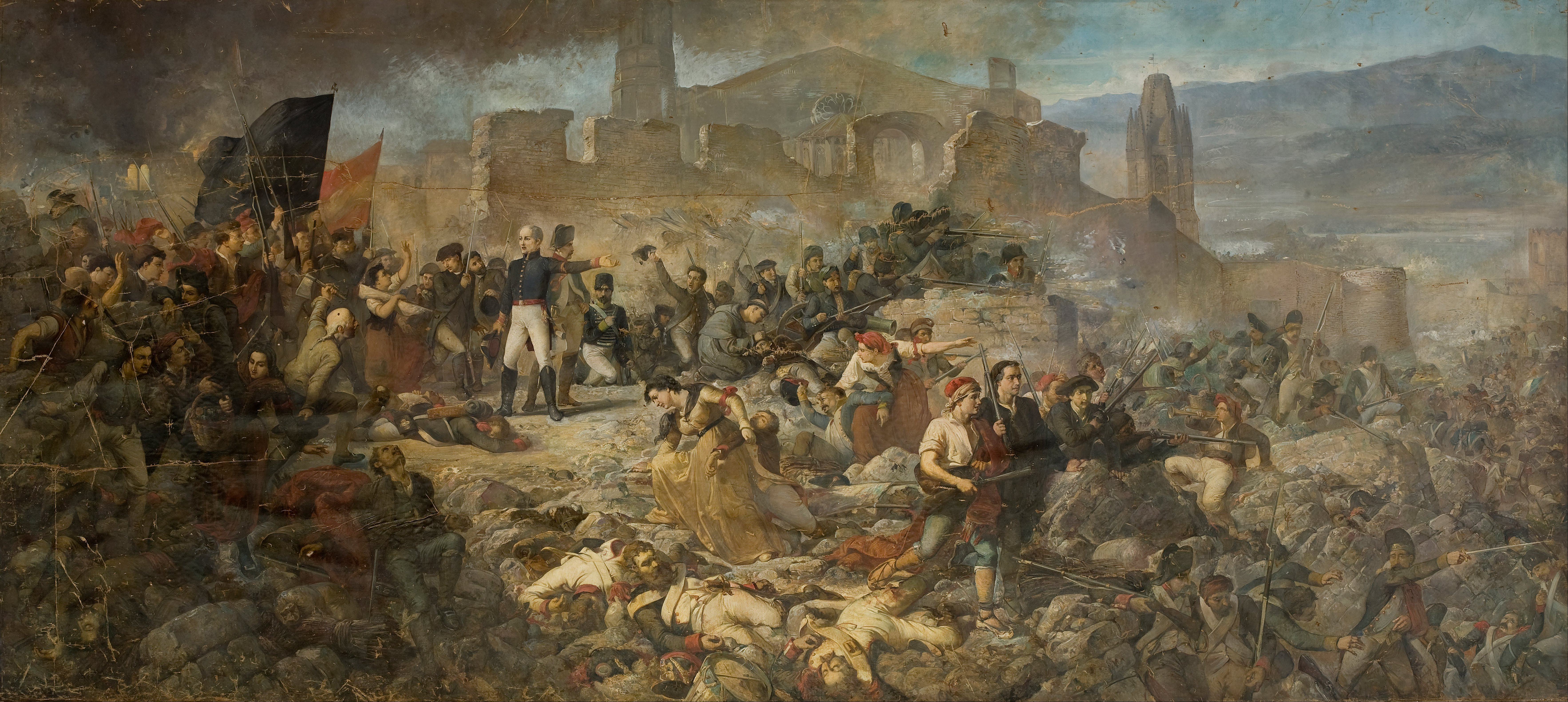
Obraz El gran día de Gerona (Wielki dzień Girony) ze sceną z obrony miasta przed wojskami francuskimi w 1809 roku

Miasto zostało założone przez rzymskiego wodza Pompejusza w czasie wojny Rzymu z Sertoriuszem około roku 79 p.n.e. Osada wytyczona została na planie trójkąta, którego jeden bok opierał się na rzece Onyar, natomiast przeciwległy wierzchołek stanowiła wieża Torre Gironella. Była ona otoczona murami miejskimi i liczyła około trzech tysięcy mieszkańców. W końcu III wieku naszej ery pojawiło się w Gironie chrześcijaństwo. Chrześcijanie stali się w tym czasie, podobnie jak w całym imperium rzymskim, obiektem prześladowań, a liczba ich ofiar szacowana jest na ponad 360, co stanowi dużą część mieszkańców.
W 476 roku, po rozpadzie cesarstwa, miasto zostało włączone do Królestwa Wizygotów, w rękach których pozostało do roku 714, kiedy to z kolei podbili je Arabowie. W przeciwieństwie do reszty Hiszpanii, nie utrzymali się tu oni długo, bo już w 785 roku podbił je Karol Wielki włączając w skład Imperium Karolińskiego jako stolicę Marchii Girony. W następnych latach siły muzułmańskie zdobywały miasto jeszcze trzykrotnie, ale po krótkim czasie zmuszane były do odwrotu. Po połączeniu Marchii Girony z Marchią Barcelony w roku 878 osada stała się częścią Marchii Hiszpańskiej.
W roku 890 w mieście osiedlili się Żydzi, którzy stanowili część lokalnej społeczności do roku 1492, kiedy to zostali wypędzeni z Hiszpanii przez Królów Katolickich – Ferdynanda II Aragońskiego i jego żonę Izabelę I Kastylijską. W 1162 roku Girona weszła w skład Królestwa Aragonii, by następnie w XV wieku, po połączeniu Aragonii z Królestwem Kastylii, stać się częścią Hiszpanii. W tym czasie liczyła ona około 8000 mieszkańców i była trzecim co do wielkości miastem Katalonii po Barcelonie i Perpignan.
Okres prosperity miasta trwał do XVII wieku, kiedy stało się ono częścią areny ówczesnych wojen z Francją oraz buntów w Katalonii. Początek XVIII stulecia to z kolei czas wojny o hiszpańską sukcesję. Wszystkie te zmagania przyniosły Gironie, jako ważnej twierdzy pogranicza, leżącej na szlaku przez Pireneje w głąb kraju, liczne oblężenia i zniszczenia. Jeszcze bardziej tragiczne były lata 1808-1809, kiedy to twierdza opierała się wojskom napoleońskim w czasie wojny na Półwyspie Iberyjskim. Po kapitulacji w grudniu 1809 roku, miasto znajdowało się pod panowaniem francuskim do roku 1814. W tym czasie było stolicą utworzonego przez siły okupacyjne departamentu Ter.
Dziewiętnasty wiek to okres ponownego rozwoju Girony: w 1833 roku stała się ona stolicą prowincji o tej samej nazwie, dziesięć lat później liczba mieszkańców wzrosła do 8000 (do poziomu z okresu prosperity przed XVII wiekiem), a w 1857 powstała tutaj pierwsza fabryka w Katalonii. W roku 1886 w mieście zainstalowano pierwsze w kraju publiczne oświetlenie ulic.
W okresie hiszpańskiej wojny domowej z lat 1936–1939 Girona przez większość czasu pozostawała pod kontrolą republiki. Wojska generała Franco zajęły ją pod sam koniec zmagań, na początku ostatniego roku wojny. Tuż przed jej zakończeniem miasto było świadkiem masowej ewakuacji niedobitków sił republikańskich do pobliskiej Francji.

## Geografia
Girona leży w północno-wschodniej części Katalonii i zarazem Hiszpanii, u podnóża Gór Katalońskich, około 60 km na południe od Pirenejów i około 33 km na zachód od wybrzeża Morza Śródziemnego. Od stolicy regionu – Barcelony – oddalona jest o około 80 kilometrów. Przez miasto płyną cztery rzeki: Ter, Oñar, Galligants i Güell.

### Klimat
| Miesiąc | Sty  | Lut  | Mar  | Kwi  | Maj  | Cze  | Lip  | Sie  | Wrz  | Paź  | Lis  | Gru  | Roczna |
| --- | ---- | ---- | ---- | ---- | ---- | ---- | ---- | ---- | ---- | ---- | ---- | ---- | ------ |
| Średnie temperatury w dzień [°C]                                                                                                   | 13.1 | 14.1 | 16.7 | 18.8 | 22.4 | 26.6 | 30.1 | 29.8 | 26.1 | 21.8 | 16.6 | 13.6 | 20,8   |
| Średnie dobowe temperatury [°C] | 7.1  | 7.9  | 10.4 | 12.5 | 16.3 | 20.4 | 23.6 | 23.4 | 20.1 | 16.2 | 10.9 | 7.8  | 14,7   |
| Średnie temperatury w nocy [°C] | 1.1  | 1.7  | 4.1  | 6.2  | 10.1 | 14.3 | 17.1 | 17.0 | 14.1 | 10.5 | 5.2  | 2.0  | 8,6    |
| Opady [mm] | 62   | 51   | 50   | 67   | 71   | 60   | 32   | 46   | 70   | 88   | 70   | 56   | 726    |
| Średnia liczba dni z opadami | 4.9  | 4.9  | 5.1  | 7.1  | 7.3  | 5.1  | 3.2  | 5.1  | 6.5  | 6.4  | 5.2  | 4.7  | 65,8   |
| Wilgotność [%] | 75   | 73   | 70   | 69   | 68   | 63   | 59   | 65   | 70   | 75   | 76   | 76   | 71     |
| Średnie usłonecznienie [h] | 147  | 156  | 179  | 194  | 224  | 247  | 185  | 261  | 195  | 167  | 143  | 132  | 2295   |
| Źródło: Agencia Estatal de Meteorología (liczba dni z opadami dla wartości 1 mm, wysokość 143 m n.p.m., 30 km od morza, 1981–2010) |      |      |      |      |      |      |      |      |      |      |      |      |        |

## Zabytki

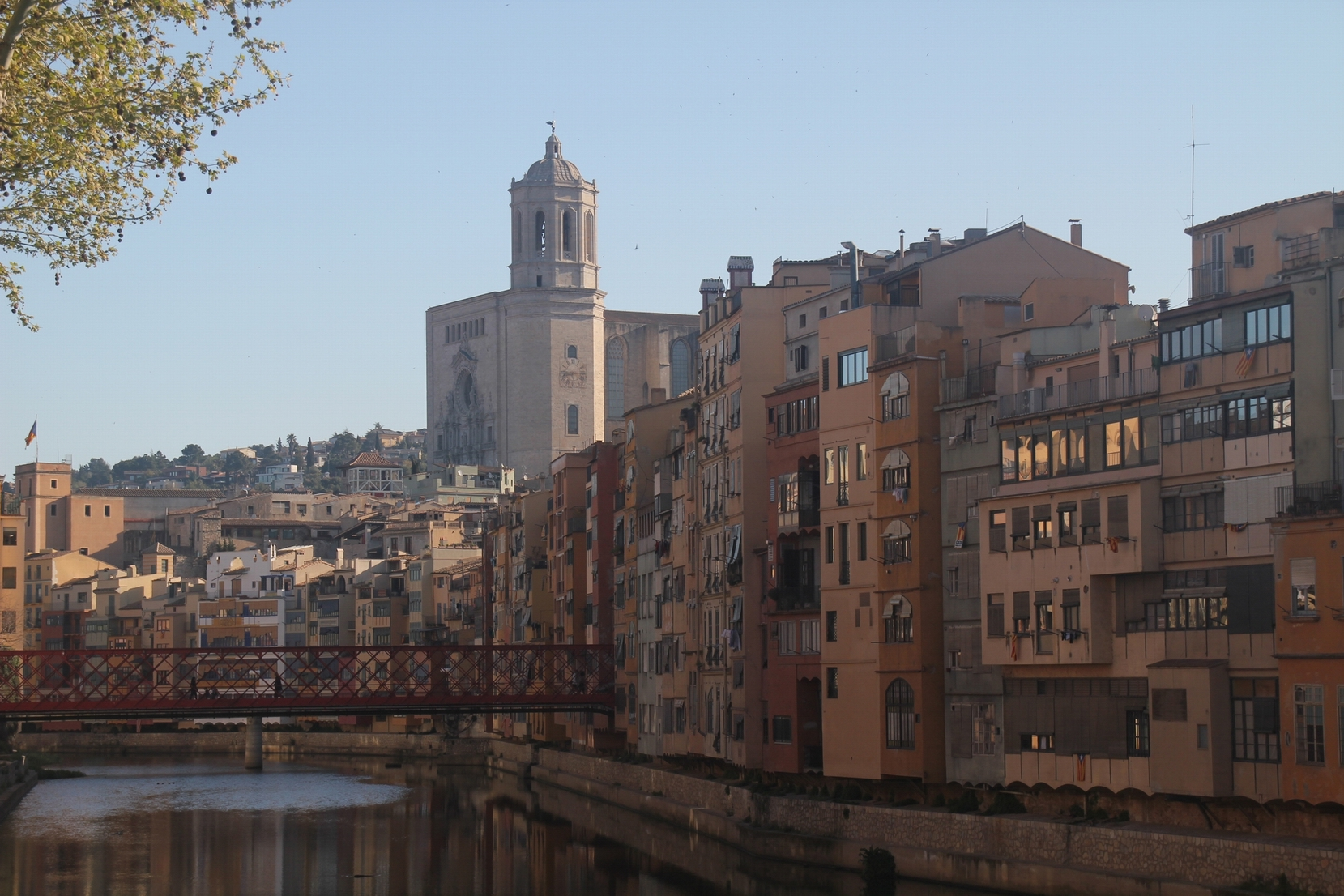
Domy nad rzeką Onyar, katedra i Pont Eiffel

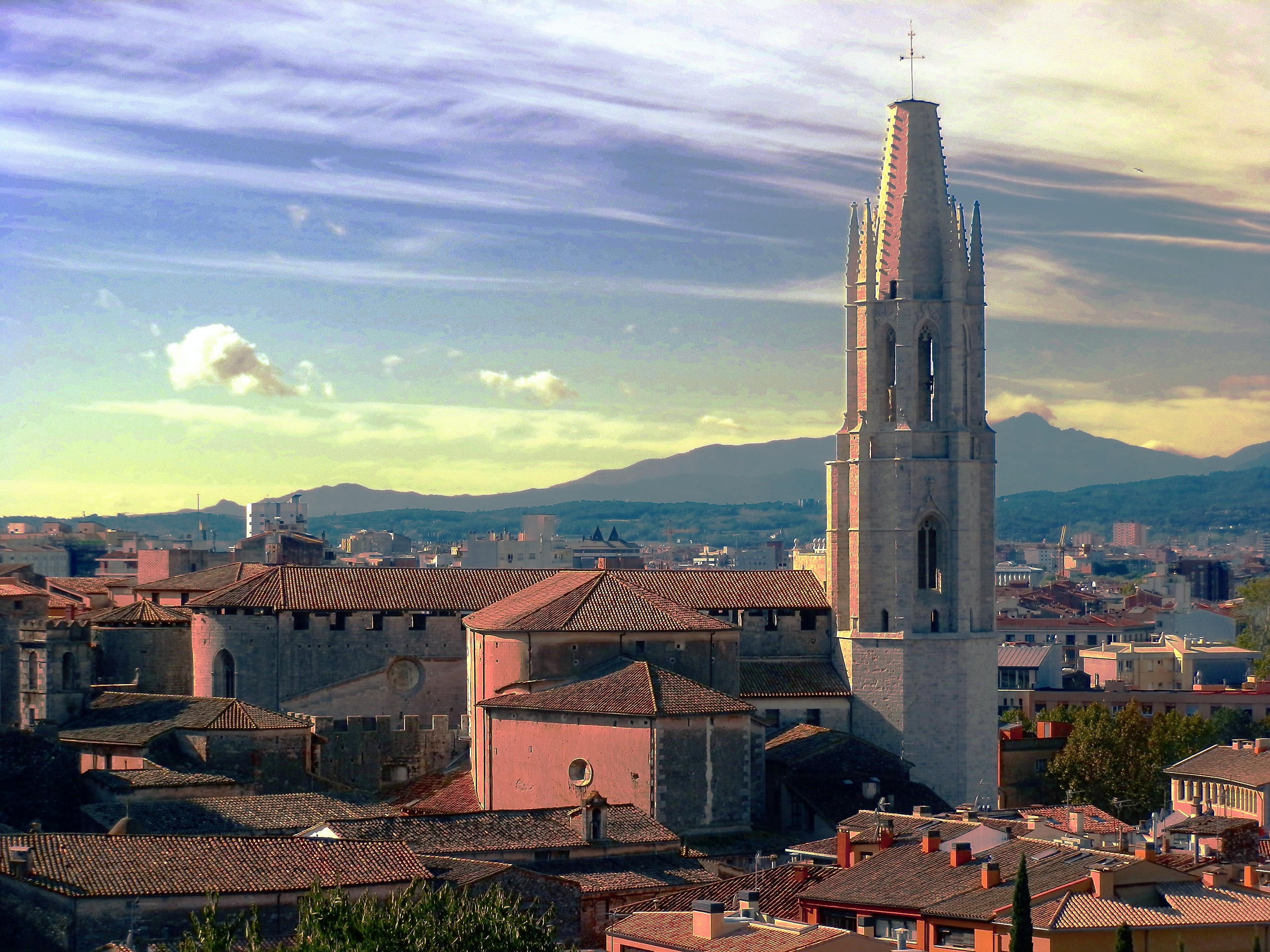
Bazylika Sant Feliu

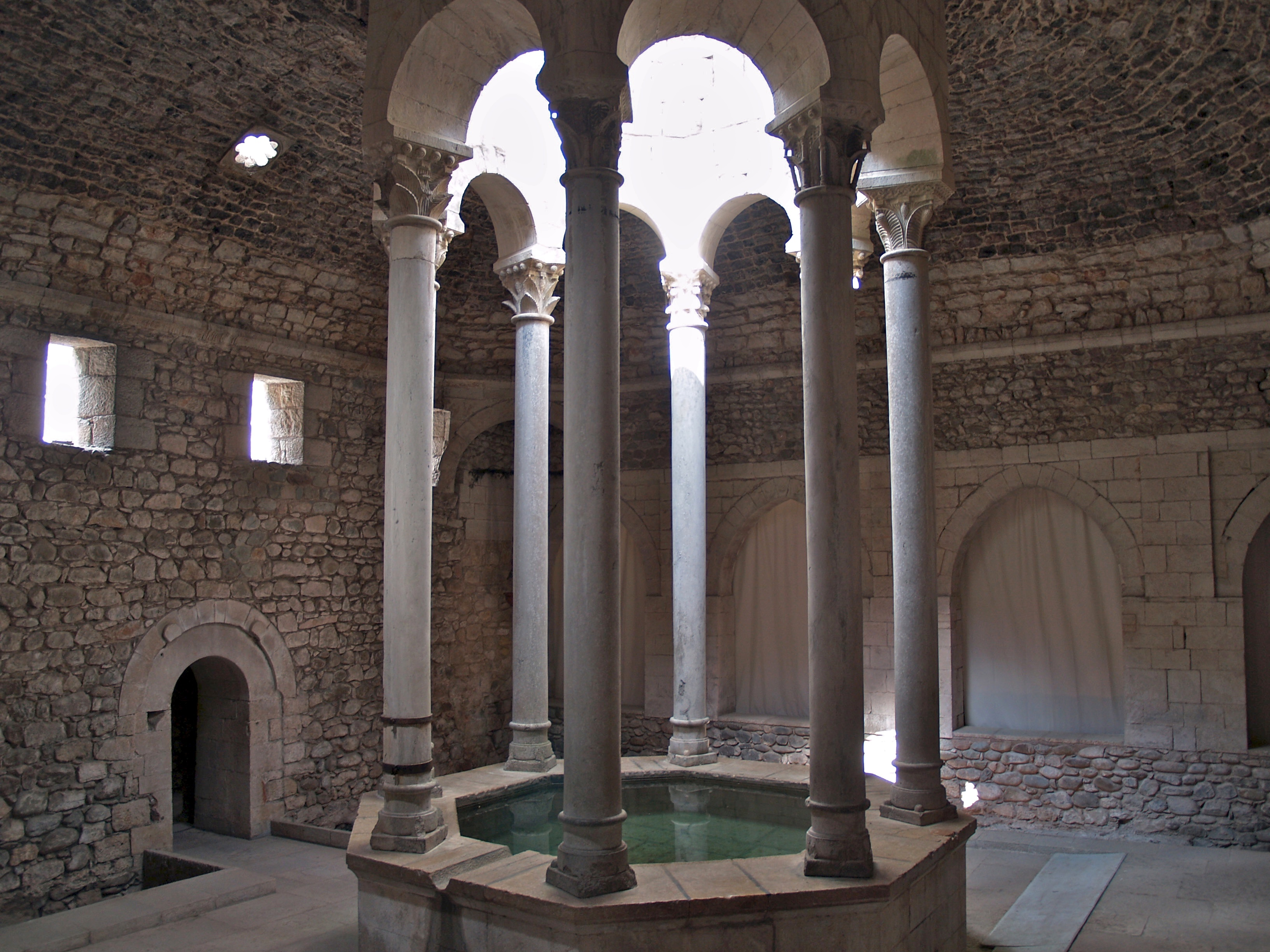
Wnętrze Łaźni Arabskich

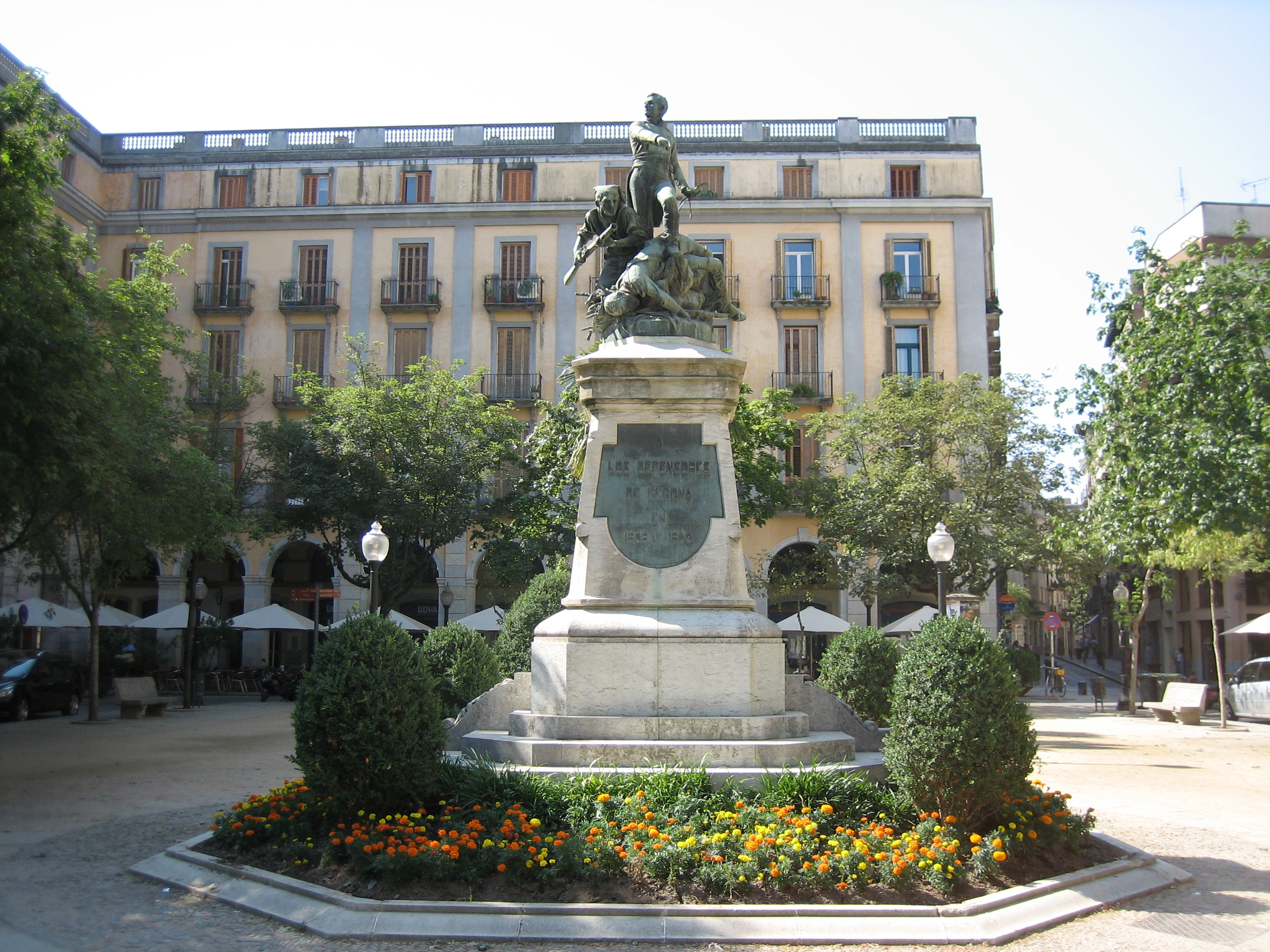
Pomnik obrońców Girony w latach 1808-1809 na Plaça de la Independència

### Architektura sakralna
- Katedra NMP (Catedral de Santa María) – budowana od XI do XVIII stulecia, w większości gotycka, z elementami stylu romańskiego i barokową fasadą. Budowla posiada jedną nawę o największej rozpiętości na świecie, jeśli chodzi o architekturę gotyku i drugą w świecie chrześcijańskim pod względem wielkości po bazylice św. Piotra w Rzymie[8][9][10].
- Bazylika Sant Feliu - pierwszy kościół w tym miejscu powstał w czasach wczesnochrześcijańskich, obecna budowla posiada elementy stylu romańskiego, gotyckiego i barokowego, z przewagą tego drugiego. Wewnątrz znajduje się 8 nagrobków z czasów rzymskich i z początków chrześcijaństwa. Była pierwszą katedrą Girony[8][9][10].
- Klasztor Sant Pere de Galligants - romańska świątynia wybudowana przez zakon benedyktynów w XII wieku. W budowli wyróżnia się rozeta nad fasadą wejściową, dziedziniec z krużgankami oraz ośmiokątna wieża dzwonnicza. Od roku 1857 siedziba Muzeum Archeologicznego[8][9][10].
- Kaplica Sant Nicolau - zbudowana w XII wieku obok cmentarza, romańska, jednonawowa z trzema kaplicami bocznymi. Na przełomie dziejów pełniła funkcje parafialne przy klasztorze Sant Pere de Galligants, obecnie wykorzystywana jako sala wystaw czasowych[8][9][10].
- Kościół Najświętszego Serca (Iglesia del Sagrado Corazón) – zbudowany w 1886 roku w stylu neogotyckim. Pierwotnie zarządzany przez jezuitów, w 1951 roku przejęty przez dominikanów[10].
- Klasztor Sant Daniel - zlokalizowany poza ścisłym centrum historycznym w dolinie o tej samej nazwie, zbudowany przez benedyktynów. W budowli dominuje styl romański z elementami gotyku[8][9].

### Budynki
- Domy nad rzeką Onyar (Casas de Onyar) – budowane od XVII wieku (przy czym większość powstała w XX stuleciu) na linii dawnych murów miejskich od strony rzeki. Ich kolorowe fasady stanowią jeden z najbardziej rozpoznawalnych kadrów miasta[8][9][10].
- Łaźnie Arabskie (Banys Àrabs) – budynek z wieków XII-XIII w stylu romańskim (z elementami stylów późniejszych) stylizowany na architekturę arabską, pełnił funkcję łaźni do XV wieku. Od XVII wieku w rękach kapucynów, od 1929 własność publiczna[8][9][10].
- Architektura secesyjna Girony - zespół budynków z początku XX wieku autorstwa katalońskich architektów, z których główna postać to Rafael Masó[8][10].

### Architektura obronna
Stare miasto zostało otoczone murami już w czasach rzymskich. Fortyfikacje te były systematycznie rozbudowywane w wiekach późniejszych (m.in. w czasach Karolingów w wieku IX) oraz w stuleciach następnych. Są one udostępnione dla ruchu turystycznego i rozpościerają się nich jedne z bardziej znanych widoków miasta. Jednym z bardziej kluczowych elementów umocnień jest Torre Gironella - wieża z czasów rzymskich w strategicznym punkcie obwodu obronnego, zachowana do dziś w stanie ruiny. Ze względu na swoje rozmiary miała ona w czasach średniowiecznych status zamku. W czasach nowożytnych fortyfikacje Girony dostosowywane zostały do potrzeb współczesnego pola walki poprzez rozbudowę w systemie bastionowym, czego pozostałością są m.in. ruiny fortu Montjuïc, górującego nad miastem.

### Dzielnice, place, ulice
- Barri Vell - stare miasto w obrębie średniowiecznych murów miejskich ze wszystkimi znaczącymi zabytkami, zlokalizowane na wschód od rzeki Onyar[10].
- El Call  - część Barri Vell w północnej jej części, u podnóża katedry - średniowieczna dzielnica żydowska[8][9][10].
- Plaça de la Independència - plac wytyczony w XIX wieku w dzielnicy El Mercadal po zachodniej stronie rzeki Onyar z budynkami w stylu neoklasycystycznym. W jego centrum znajduje się pomnik upamiętniający heroiczną obronę Girony przed francuską inwazją w latach 1808–1809[8].
- Rambla de la Llibertat - szeroka ulica wytyczona w XIII wieku wzdłuż rzeki Onyar jako centrum handlowe Girony, dzisiaj główny deptak miasta[8].

### Inne
- Mosty Girony - szereg przepraw przez rzekę Onyar łączących prawobrzeżne stare miasto (Barri Vell) z lewobrzeżnym El Mercadal, z których cztery najważniejsze to: Pont d’Isabel II lub Pont de Pedra (kamienna konstrukcja z 1856 roku wzniesiona w miejscu niszczejącego średniowiecznego mostu Sant Francesc), Pont Eiffel znany też jako Pont de les Peixateries Velles (stalowa, gęsta, jednoprzęsłowa kratownica - dzieło Gustawa Eiffel'a z 1876 roku), Pont de Sant Agustí i Pont d’en Gómez (ostatnie dwa łączące przejścia w Casas de Onyar z dzielnicą El Mercadal)[9].

## Kultura

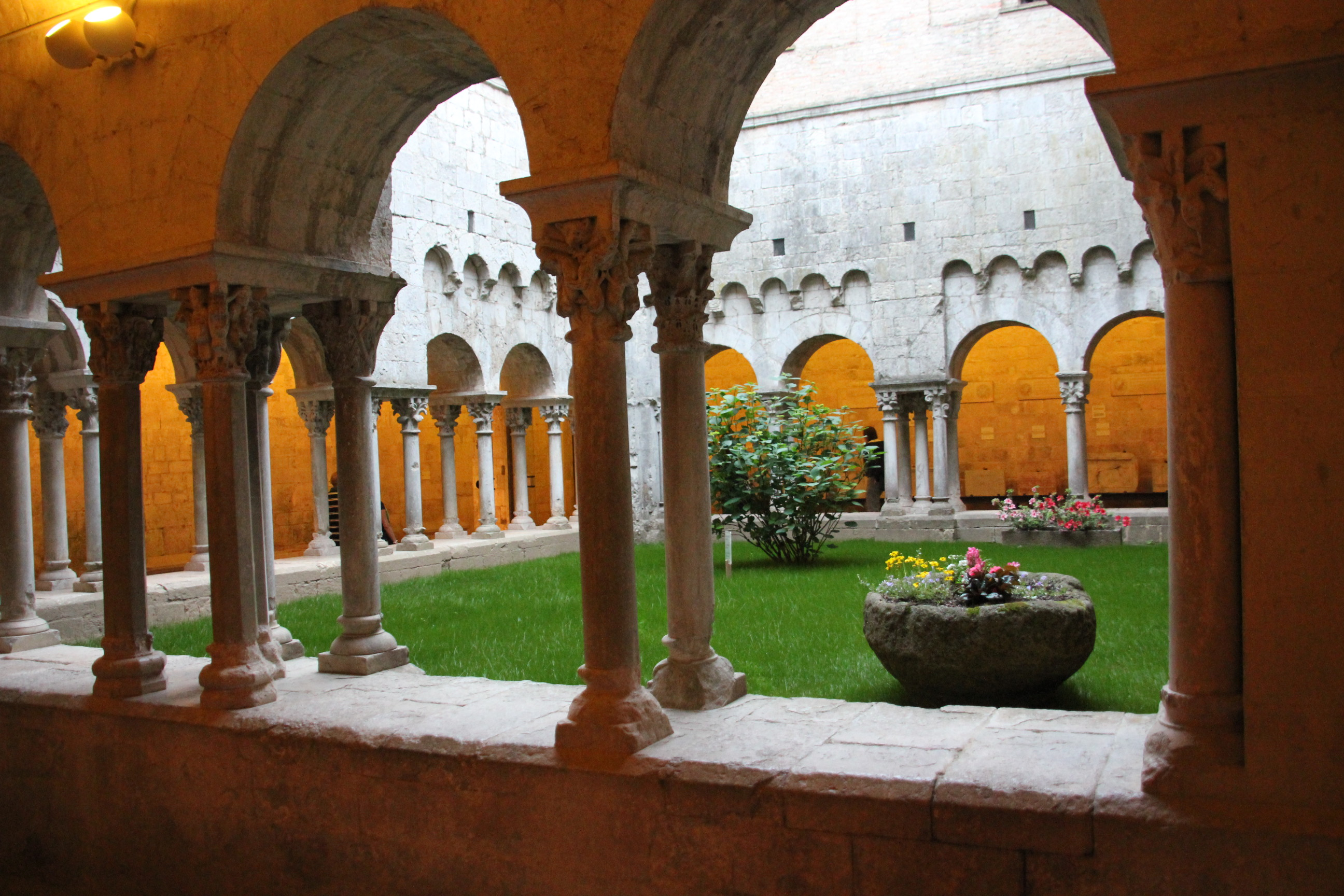
Dziedziniec klasztoru Sant Pere de Galligants - siedziby Muzeum Archeologicznego

### Muzea
W Gironie znajduje się siedem muzeów:
- Muzeum Historii Girony (Museu d'Història de Girona) – znajduje się w centrum Bari Vell, w budynku dawnego klasztoru kapucynów. Na przestrzeni czternastu sal wystawowych prezentowana jest historia miasta od czasów rzymskich do odzyskania demokracji w roku 1975. Założone w 1981 roku.
- Muzeum Archeologiczne (Museu d'Arqueologia) – założone w roku 1846, jest jednym z najstarszych muzeów w Katalonii. Przedstawia eksponaty archeologiczne wykopane w różnych stanowiskach na terenie całej prowincji, a w szczególności w samej Gironie oraz w Empúries. Prezentowane obiekty pochodzą z okresu od paleolitu do średniowiecza.
- Muzeum Sztuki (Museu d'Art) – prezentuje dzieła sztuki od czasów prehistorycznych do współczesnych, ze szczególnie bogatymi eksponatami z okresu romańskiego i gotyckiego. Założone w 1976 roku, znajduje się w budynku dawnego pałacu biskupiego tuż obok katedry.
- Muzeum-Skarbiec Katedry (Museu-Tresor de la Catedral) – przedstawia ekspozycję sztuki religijnej w postaci obrazów, rzeźby, ołtarzy, klejnotów i wyrobów złotniczych.
- Muzeum Historii Żydów (Museu d'Història dels Jueus) – poświęcone historii Żydów zamieszkujących miasto od wieku XI, do czasu wypędzenia ich z Hiszpanii przez Królów Katolickich pod koniec XV stulecia. Zawiera kolekcję eksponatów kultury żydowskiej, z których wyróżniają się kamienne płyty nagrobne z cmentarza na wzgórzu Montjuïc.
- Muzeum Kina (Museu del Cinema) – znajduje się w budynku Casa de les Aigües w centrum dzielnicy Mercadal. Założone w 1998 roku eksponuje obiekty związane z historią kina i telewizji od początków ich istnienia, a także rysunki, fotografie grafiki oraz kolekcję czasopism.
- Muzeum (Casa Masó) – poświęcone znanemu katalońskiemu architektowi, który jest autorem projektów wielu budynków w Gironie z początku XX wieku.

## Sport
W mieście ma swoją siedzibę klub Girona FC. Obecnie gra on w hiszpańskiej lidze Primera División. Swoje mecze rozgrywa na stadionie Estadi Montilivi.

## Transport

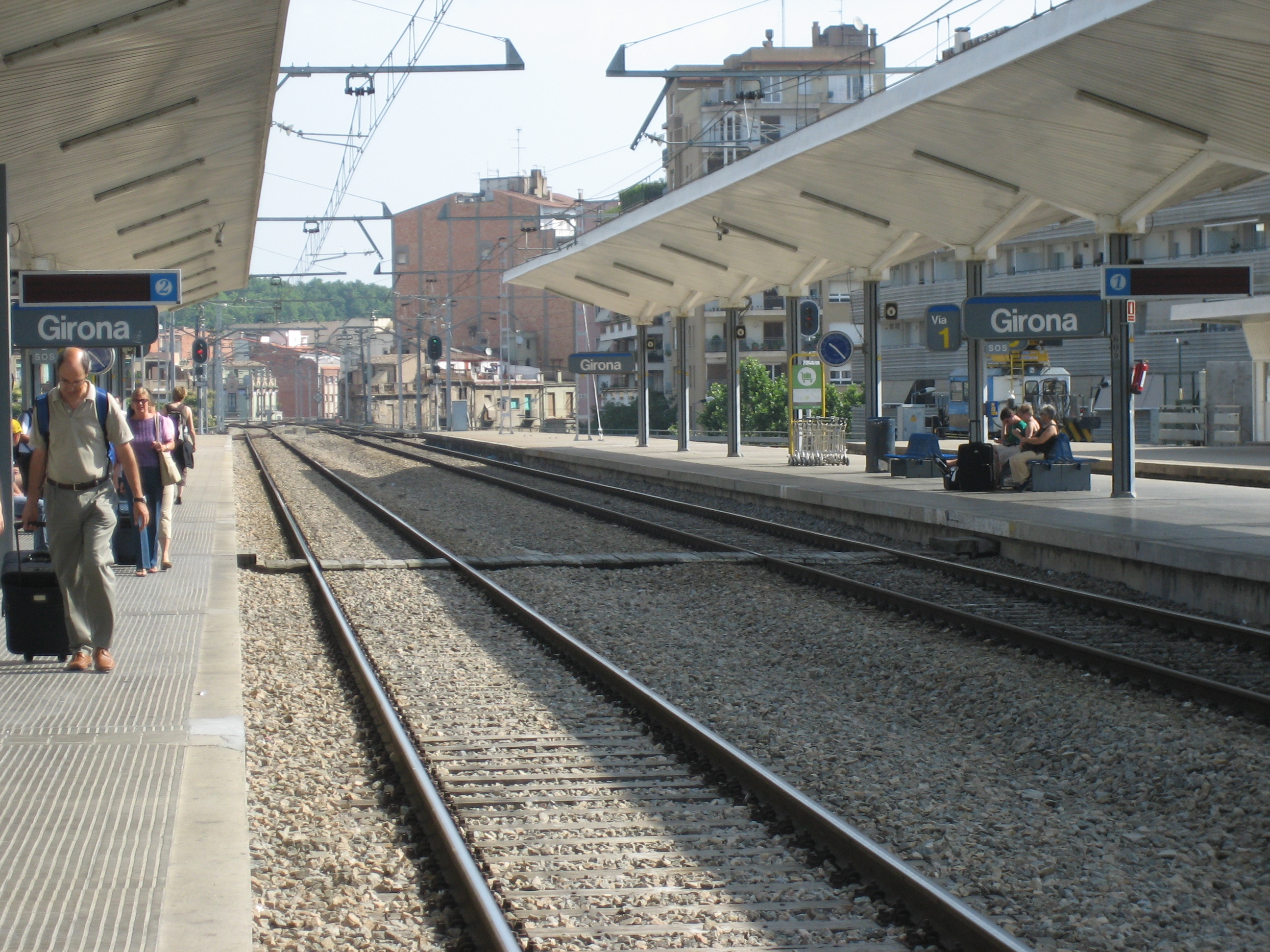
Peron dworca kolejowego w Gironie

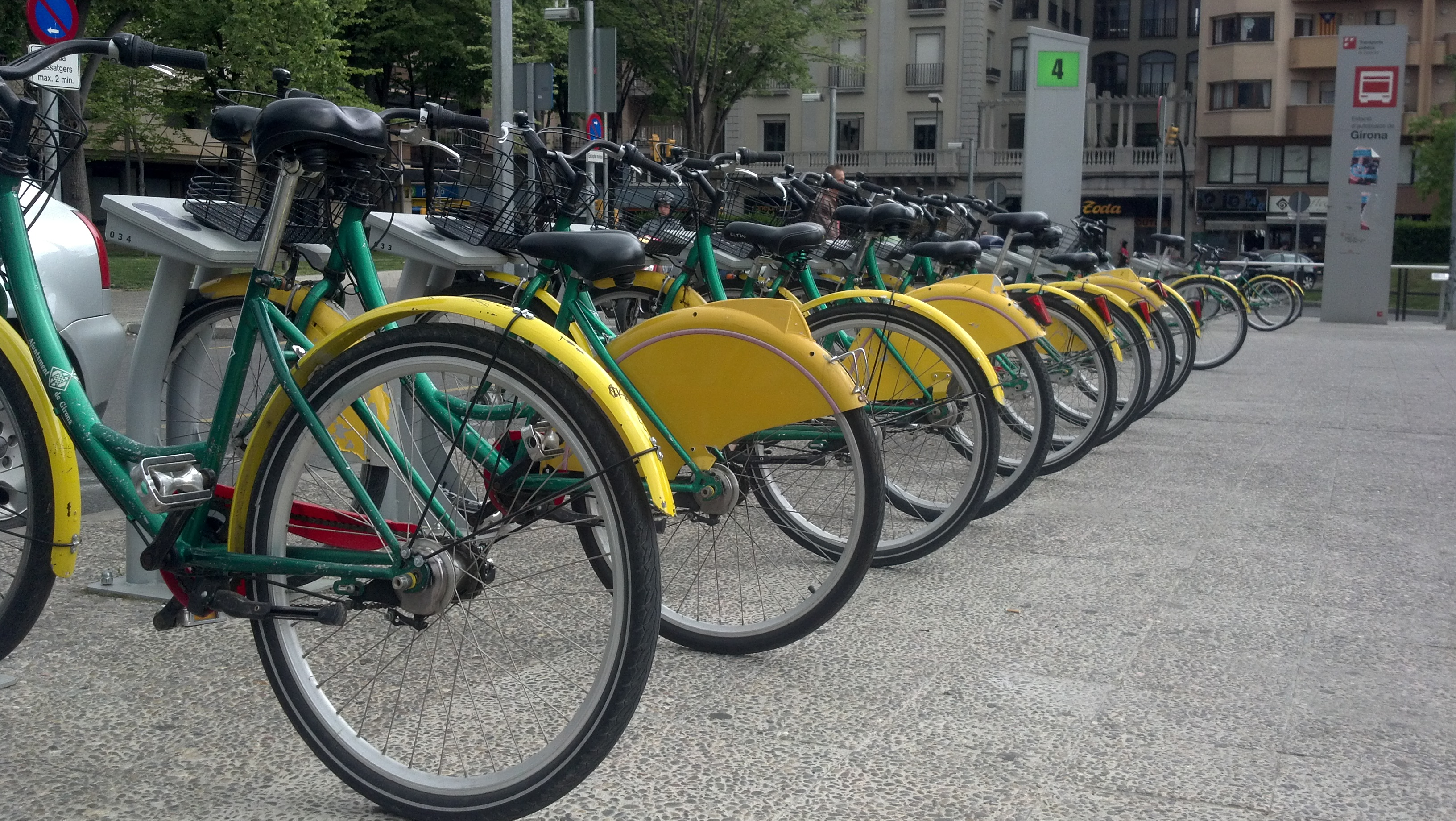
Stacja rowerów miejskich Girocleta

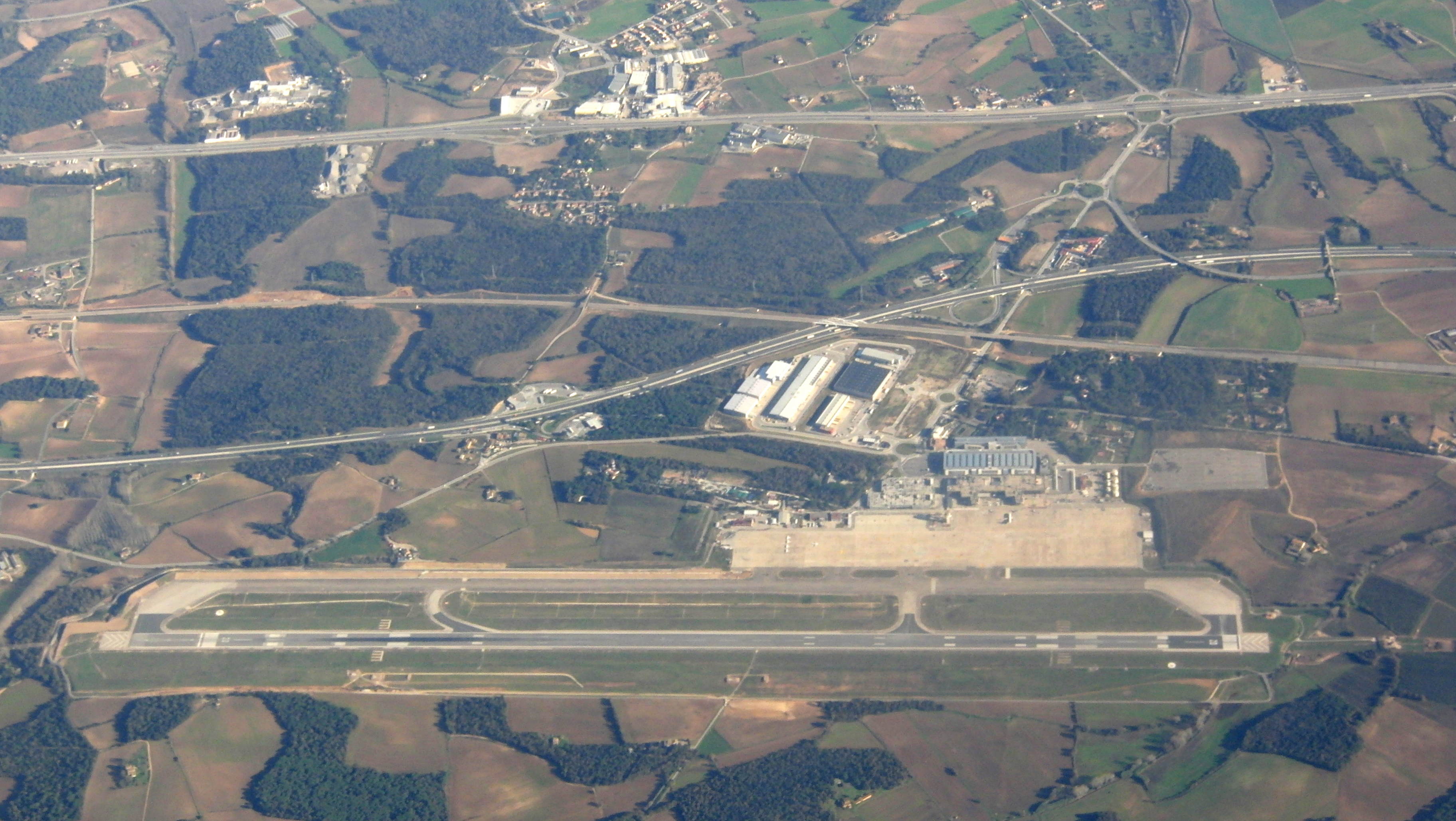
Lotnisko Girona-Costa Brava - widok z lotu ptaka

### Sieć drogowa
Gironę od strony zachodniej mija autostrada AP-7 – Autostrada Śródziemnomorska (Autopista del Mediterráneo), która biegnie wzdłuż całego hiszpańskiego wybrzeża Morza Śródziemnego do granicy z Francją na północy. W mieście krzyżuje się także kilka dróg krajowych oraz o znaczeniu regionalnym, jak: C-65, C-66, N-II i N-141.

### Kolej
W mieście znajduje się stacja kolejowa Girona. Od stycznia 2013 roku zatrzymują się na niej pociągi AVE (Szybkiej Kolei Hiszpańskiej). Dworzec kolejowy oferuje bezpośrednie połączenia z innymi miastami Katalonii, a także z Madrytem oraz międzynarodowe z Paryżem we Francji (te dwa ostatnie za pomocą szybkiej kolei).

### Komunikacja miejska
Komunikację miejską zapewnia jedenaście linii autobusowych oznaczonych od L-1 do L-11.

### Transport autobusowy międzymiastowy
Przy stacji kolejowej znajduje się dworzec autobusowy z bogatą ofertą połączeń regionalnych (Katalonia, lotnisko Girona-Costa Brava, wybrzeże Costa Brava) oraz międzynarodowych (Paryż, Tuluza, Marsylia, Rzym, Bolonia, Wenecja, Amsterdam, Praga, Bukareszt).

### Rowery miejskie
W Gironie działa system rowerów miejskich Girocleta posiadający kilkanaście stanowisk skupionych wokół centralnej części miasta. Aby skorzystać z usługi konieczna jest rejestracja i wyrobienie karty abonamentowej.

### Lotniska
Girona dysponuje własnym lotniskiem – Girona-Costa Brava – zlokalizowanym 13 km na południowy zachód od centrum w miejscowości Vilobí d’Onyar. Jest ono obsługiwane głównie przez tanie linie lotnicze i stanowi drugi co do ważności port lotniczy w rejonie Barcelony. Inne najbliższe lotniska to Barcelona-El Prat 114 km na południe od centrum oraz Perpignan-Rivesaltes na południu Francji, w odległości 101 km na północ.

## Gospodarka
W mieście rozwinął się przemysł chemiczny, papierniczy, spożywczy oraz włókienniczy. 

## Miasta partnerskie
- Reggio nell’Emilia, Włochy
- Albi, Francja
- Bluefields, Nikaragua
- Farsja, Sahara Zachodnia
- Nueva Gerona, Kuba
- Nashville, Stany Zjednoczone